# علاقات أيرلندا الخارجية

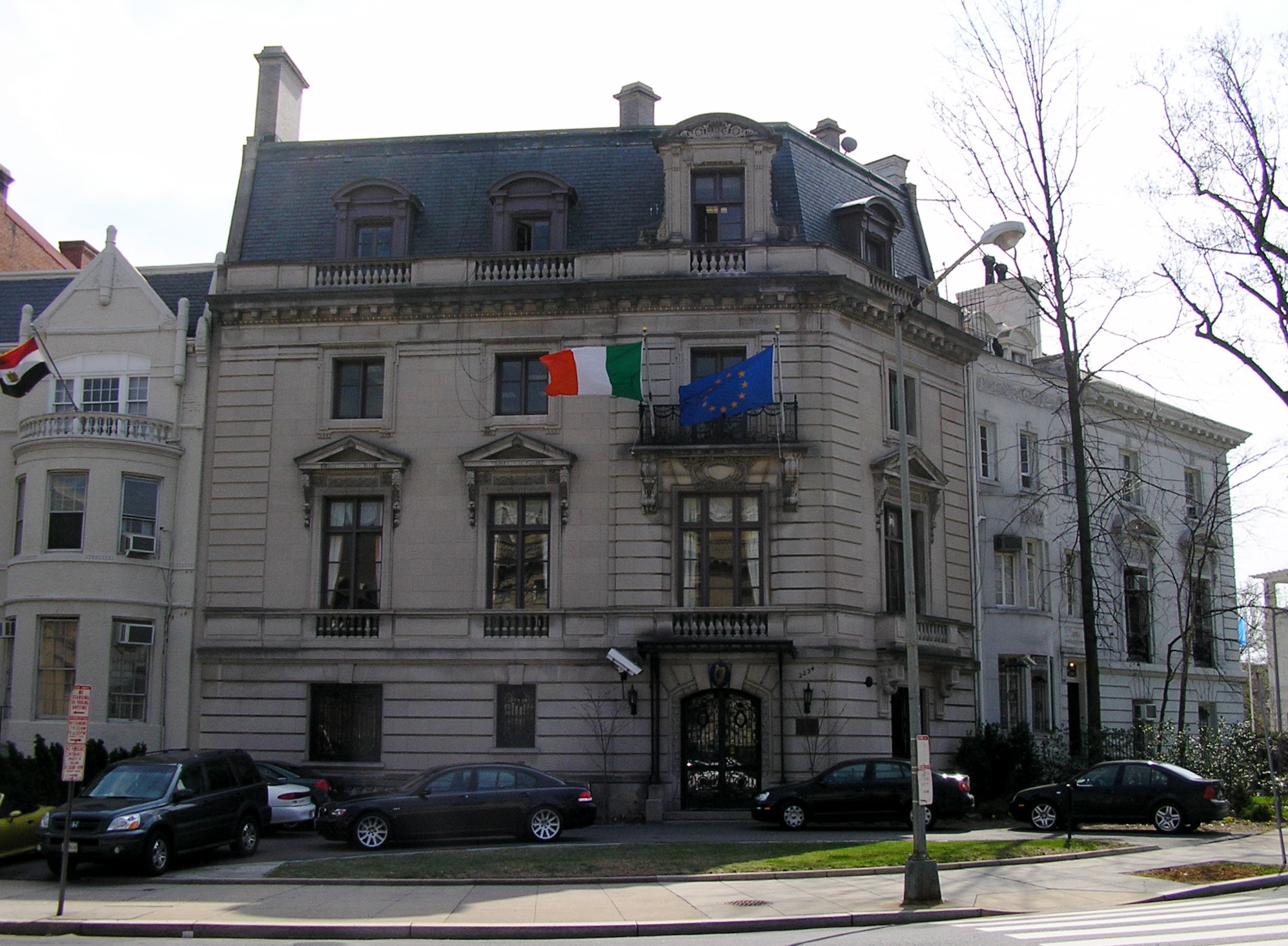

تتأثر العلاقات الخارجية لأيرلندا بشكل كبير بعضويتها في الاتحاد الأوروبي، بالرغم من أنّ العلاقات الثنائية مع كل من الولايات المتحدة والمملكة المتحدة مهمة أيضًا لسياسة الدولة. إن أيرلندا هي واحدة من مجموعة الدول الأصغر في الاتحاد الأوروبي، وقد اتبعت تقليديًا سياسة خارجية غير منحازة. اتجهت أيرلندا تاريخيًا نحو الاستقلال في سياستها العسكرية الخارجية، وبالتالي فهي ليست عضوًا في منظمة حلف شمال الأطلسي وتلتزم سياسة طويلة الأمد من الحياد العسكري. ووفقًا لقوات الدفاع الأيرلندية، فإنّ سياسة الحياد هذه قد ساعدت أيرلندا على النجاح في مساهماتها خلال بعثات الأمم المتحدة لحفظ السلام منذ عام 1960 (في أزمة الكونغو) ثم في أزمة قبرص ولبنان والبوسنة والهرسك.

## علاقات رئيسة
لم تُدعَ أيرلندا للانضمام إلى الأمم المتحدة عند تشكيلها في عام 1945. اعترضت كل من واشنطن ولندن على انضمام أيرلندا بسبب حيادها خلال الحرب. تقدمت أيرلندا للعضوية في عام 1946 وصوتت الولايات المتحدة والمملكة المتحدة بالإيجاب، أما الاتحاد السوفييتي فقد استخدم حق النقض. قُبلت عضوية أيرلندا أخيرًا في الأمم المتحدة في عام 1955. وانضمت إلى المجموعة الاقتصادية الأوروبية في عام 1973؛ التي تعرف اليوم باسم الاتحاد الأوروبي. لتبدأ في عام 1974 برنامج المساعدات الأيرلندية لتقديم المساعدة للبلدان النامية. أسست أيرلندا في عام 1991 المعهد الأيرلندي للشؤون الدولية والأوروبية لإجراء البحوث والتحليلات حول الشؤون الدولية والأوروبية. وفي عام 1992 بدأ المجلس الأيرلندي للاجئين عمله كمدافع إنساني عن حقوق اللاجئين وطالبي اللجوء في أيرلندا.

### المملكة المتحدة
كانت لأيرلندا، منذ القرن الحادي عشر على الأقل، ونتيجة للإخضاع العسكري، صلات سياسية مع المملكة المتحدة ودولها السابقة، لتصبح الجزيرة بأكملها جزءًا من المملكة المتحدة لبريطانيا العظمى وأيرلندا منذ عام 1801 وحتى عام 1922. منذ أن نالت أيرلندا استقلالها عن المملكة المتحدة في عام 1922، دخل البَلدان في حالة نزاع حول وضع أيرلندا الشمالية. ادعت المادتان 2 و3 من الدستور الأيرلندي سابقًا أن أيرلندا الشمالية جزء من «الإقليم الوطني»، بالرغم من أنّ الحكومة الأيرلندية اعترفت عمليًا بنفوذ المملكة المتحدة في تلك المنطقة. منذ بداية المشاكل في عام 1969، سعت الحكومتان إلى إنهاء العنف. فكانت اتفاقيتا سانينغديل عام 1973 والاتفاقية الأنجلو-أيرلندية لعام 1985 خطوتين هامتين في هذه العملية. وقّعت الدولتان في عام 1998 اتفاقية الجمعة العظيمة، وتتعاون الدولتان اليوم بشكل وثيق لإيجاد حل لمشاكل المنطقة. عُدّلت المادتان 2 و3 من الدستور الأيرلندي كجزء من هذا الاتفاق، واستعيض عن المطالبة الإقليمية تلك ببيان التطلع إلى توحيد شعب جزيرة أيرلندا. كجزء من اتفاقية الجمعة العظيمة، أنهت الدول أيضًا نزاعها حول الأسماء الخاصة بكل منها: أيرلندا والمملكة المتحدة لبريطانيا العظمى وأيرلندا الشمالية. وافقت كل دولة على قبول واستخدام الاسم الصحيح للدولة الأخرى.
عندما كانت المشاكل مستعرة في أيرلندا الشمالية، سعت الحكومة الأيرلندية، بنجاح متباين، إلى منع استيراد الأسلحة والذخيرة عبر أراضيها من قبل المنظمات شبه العسكرية غير القانونية لاستخدامها في نزاعها مع قوات الأمن في أيرلندا الشمالية. في عام 1973، اعترضت ثلاث سفن تابعة للقوات البحرية الأيرلندية سفينة تحمل أسلحة من ليبيا، ربما كانت متجهة إلى القوات شبه العسكرية في الجمهورية الأيرلندية. عززت أعمال إنفاذ القانون تلك، العلاقات مع حكومة المملكة المتحدة. غير أن السلطة القضائية المستقلة منعت عددًا من المحاولات لتسليم المشتبه فيهم بين عامي 1970 و1998 على أساس أن جريمتهم ربما كانت «سياسية» وبالتالي مخالفة للقانون الدولي فيما يخص استرداد المجرمين الهاربين في ذلك الوقت.
أيرلندا هي أحد الأطراف في نزاع الرف الصخري القاري روكال الذي يشمل أيضًا الدنمارك وأيسلندا والمملكة المتحدة. وقّعت أيرلندا والمملكة المتحدة اتفاقية حدود في منطقة الرف الصخري روكال. ومع ذلك، لم تبرم أي من الدولتين اتفاقات مماثلة مع أيسلندا أو الدنمارك (باسم جزر فارو) ولا تزال المسألة قيد التفاوض. تدّعي أيسلندا اليوم امتلاكها لمساحة كبيرة من الرف الصخري القاري إلى الغرب من أيرلندا، إلى نقطة 49 درجة شمال و19 درجة غرب، والتي هي أبعد جنوبًا من أيرلندا.
كانت منشأة سيلافيلد لإعادة المعالجة النووية في شمال غرب إنجلترا موضع خلاف ومحط للجدل بين الحكومتين. سعت الحكومة الأيرلندية إلى إغلاق المنشأة، ورفعت قضية ضد حكومة المملكة المتحدة بموجب اتفاقية الأمم المتحدة لقانون البحار. ومع ذلك، وجدت محكمة العدل الأوروبية أنه كان من الواجب التعامل مع القضية بموجب قانون الاتحاد الأوروبي. على أي حال، توصّل البَلدان في عام 2006 إلى اتفاق ودّي أتاح لكل من معهد الحماية من الإشعاع في أيرلندا وقوات الشرطة الأيرلندية، الوصول إلى الموقع لإجراء تحقيقات.

### الولايات المتحدة
اعترفت الولايات المتحدة بالدولة الأيرلندية الحرة في 28 يونيو في عام 1924 بإقامة علاقات دبلوماسية معها في 7 أكتوبر من عام 1924. وفي عام 1927، افتتحت الولايات المتحدة مفوضيّة أمريكية في دبلن. تتمتع أيرلندا والولايات المتحدة بعلاقة قوية بسبب العلاقات المتوارثة بين البلدين، سياسيًا واقتصاديًا، مع كون الولايات المتحدة أكبر شريك تجاري لأيرلندا منذ عام 2000. تتلقى أيرلندا أيضًا استثمارًا أجنبيًا مباشرًا من الولايات المتحدة أكثر مما تتلقى من العديد من الدول الكبرى، مع استثمارات في أيرلندا تعادل فرنسا وألمانيا مجتمعتين، وفي عام 2012، تلقت استثمارات أكثر من جميع دول آسيا النامية مجتمعةً.
أثار استخدام مطار شانون كنقطة توقّف للقوات الأمريكية في طريقها إلى العراق، جدلًا داخليًا في أيرلندا. رفع معارضو هذه السياسة دعوى فاشلة أمام المحكمة العليا ضد الحكومة في عام 2003، بحجة أن هذا الاستخدام للمجال الجوي الأيرلندي ينتهك الحياد الأيرلندي. فُرضت قيود مثل عدم نقل أسلحة أو ذخائر أو متفجرات، بالإضافة إلى رفض أن تشكّل الرحلات الجوية المعنية جزءًا من التدريبات أو العمليات العسكرية، وذلك دفاعًا عن الحياد الأيرلندي، ومع ذلك، وُجّهت مزاعم ضد وكالة المخابرات المركزية بأنّ المطار قد استُخدم ما بين 30 إلى 50 مرة في رحلات عودة استثنائية غير قانونية إلى الولايات المتحدة دون علم الحكومة الأيرلندية، على الرغم من التأكيدات الدبلوماسية من قبل الولايات المتحدة بأنّ المجال الجوي الأيرلندي لن يُستخدم لنقل المحتجزين.
في يوليو من عام 2006، أعرب وزير الخارجية الأيرلندي الأسبق، ديرموت أهيرن، عن قلقه بشأن حرب لبنان في عام 2006. حُظرت شحنة من القنابل التي أرسلتها الولايات المتحدة إلى إسرائيل مستخدمةً المجال الجوي أو المطارات الأيرلندية.
في عام 1995، اتخذت الحكومة الأمريكية قرارًا بتعيين مبعوث خاص في أيرلندا الشمالية للمساعدة في عملية السلام هناك. ومع ذلك، وخلال الحملة الرئاسية لعام 2008 في الولايات المتحدة، ورد أن مرشح الحزب الديمقراطي باراك أوباما قد شكك في ضرورة الاحتفاظ بمبعوث خاص للولايات المتحدة في أيرلندا الشمالية. أثارت تصريحاته ضجة داخل الحزب الجمهوري، وشكك السناتور جون ماكين في قدراته القيادية والتزامه بعملية السلام الجارية في أيرلندا الشمالية.
اعتبارًا من عام 2022، يشغل دانيال مولال منصب السفير الأيرلندي لدى الولايات المتحدة، بينما تشغل منصب سفير الولايات المتحدة في أيرلندا كلير د. كرونين.

## الأمم المتحدة
تأسست الأمم المتحدة في عام 1945، ولكن عضوية أيرلندا لم يوافق عليها لاستخدام الاتحاد السوفيتي حق النقد الفيتو حتى عام 1955 ، "partly because of الحياد الأيرلندي خلال الحرب العالمية الثانية. منذ عام 2017، كان السيد مايكل غافي سفيراً لأيرلندا لدى مكتب الأمم المتحدة في جنيف. انتخبت أيرلندا لعضوية مجلس الأمن التابع للأمم المتحدة كعضو غير دائم ثلاثة مرات أعوام 1981–1982, 2001–2002 ومؤخراً 2021–2022.
أيرلندا عضو في المحكمة الجنائية الدولية، كما وقّعت على نظام روما الأساسي للمحكمة الجنائية الدولية عام 1998 وصادقت عليه عام 2002.
عام 2017، وقّعت أيرلندا على معاهدة حظر الأسلحة النووية التابعة للأمم المتحدة.

### بعثات حفظ السلام
تتمتع أيرلندا بتاريخ طويل من المشاركة في الأمم المتحدة، حيث بدأت مشاركتها في حفظ السلام عام 1958، بعد ثلاث سنوات فقط من انضمامها إلى الأمم المتحدة. اعتبارًا من August 2018، شارك 90 فرداً من القوات المسلحة الأيرلندية في بعثات حفظ السلام.
قائمة عمليات حفظ السلام الرئيسية:
- يونيو 1958 – ديسمبر 1958: فريق مراقبي الأمم المتحدة في لبنان إلى لبنان بصقة مراقب
- 1958–حتى الآن: بعثة هيئة الأمم المتحدة لمراقبة الهدنة إلى الشرق الأوسط
- 1960–1964: بعثة عملية الأمم المتحدة في الكونغو
- 1964–حتى الآن: بعثة قوة الأمم المتحدة لحفظ السلام في قبرص
- 1973–1974: بعثة قوة الطوارئ الأولى التابعة للأمم المتحدة إلى شبه جزيرة سيناء بعد حرب أكتوبر
- 1978–حتى الآن: بعثة قوة الأمم المتحدة المؤقتة في لبنان
- 1988–1991: بعثة مجموعة المراقبة العسكرية التابعة للأمم المتحدة بين إيران والعراق إلى كلٍ من إيران-العراق بعد حرب الخليج الأولى
- 1993–1995: بعثة قوات السلام إلى الصومال
- 1997–2004: بعثة سيفور إلى جمهورية يوغوسلافيا الاشتراكية الاتحادية
- 1999–حتى الآن: بعثة قوات كوسوفو إلى كوسوفو
- 1999–2000: بعثة INTERFET إلى تيمور الشرقية
- 2003–2018: بعثة الأمم المتحدة في ليبيريا
- 2008–حتى الآن: بعثة أورفور إلى تشاد وجمهورية إفريقيا الوسطى

بالإضافة إلى هذه البعثات، عمل الموظفون الأيرلنديون كمراقبين في أمريكا الوسطى وروسيا وكمبوديا وأفغانستان وناميبيا والصحراء الغربية والكويت وجنوب أفريقيا.

## المنظمات الدولية
أيرلندا عضو في المنظمات التالية أو مشاركة فيها:
| - بنك التنمية الآسيوي - مجموعة أستراليا - بنك التسويات الدولية - السياسة الأمنية والدفاعية المشتركة للاتحاد الأوروبي - مجلس أوروبا - مجلس بنك التطوير الأوروبي - مجلس الشراكة الأوروبية الأطلسية - البنك الأوروبي لإعادة البناء والتنمية - وكالة الدفاع الأوروبية - بنك الاستثمار الأوروبي - الوحدة الاقتصادية والنقدية للاتحاد الأوروبي - وكالة الفضاء الأوروبية - الاتحاد الأوروبي - منظمة الأغذية والزراعة - الوكالة الدولية للطاقة الذرية - البنك الدولي للإنشاء والتعمير - منظمة الطيران المدني الدولي - المحكمة الجنائية الدولية - الحركة الدولية للصليب الأحمر والهلال الأحمر - مؤسسة التنمية الدولية - الوكالة الدولية للطاقة | - الصندوق الدولي للتنمية الزراعية - مؤسسة التمويل الدولية - منظمة العمل الدولية - صندوق النقد الدولي - المنظمة البحرية الدولية - منظمة الشرطة الجنائية الدولية - الهيئة الحكومية الدولية لعلوم المحيطات - منظمة الهجرة الدولية - الاتحاد البرلماني الدولي - المنظمة الدولية للمعايير - الاتحاد الدولي للاتصالات - وكالة ضمان الاستثمار متعدد الأطراف - بعثة الأمم المتحدة للاستفتاء في الصحراء الغربية - بعثة منظمة الأمم المتحدة لتحقيق الاستقرار في جمهورية الكونغو الديمقراطية - وكالة الطاقة النووية - مجموعة الموردين النوويين - منظمة الدول الأمريكية (مراقب) - منظمة التعاون الاقتصادي والتنمية - منظمة حظر الأسلحة الكيميائية - منظمة الأمن والتعاون في أوروبا - تحالف المحيط الهادئ (مراقب) - نادي باريس | - محكمة التحكيم الدائمة - الشراكة من أجل السلام - الأمم المتحدة - مؤتمر الأمم المتحدة للتجارة والتنمية - يونسكو - المفوضية السامية للأمم المتحدة لشؤون اللاجئين - منظمة الأمم المتحدة للتنمية الصناعية - قوة الأمم المتحدة المؤقتة في لبنان - بعثة الأمم المتحدة في ليبيريا - عملية الأمم المتحدة في ساحل العاج - هيئة الأمم المتحدة لمراقبة الهدنة - الاتحاد البريدي العالمي - المنظمة العالمية للجمارك - اتحاد أوروبا الغربية (مراقب) - منظمة الصحة العالمية - المنظمة العالمية للملكية الفكرية - المنظمة العالمية للأرصاد الجوية - منظمة التجارة العالمية - لجنة زانغر |  |

## المساعدات الخارجية
أنشئ برنامج أيرلندا للمساعدات عام 1974، وفي عام 2017، بلغت ميزانية البرنامج 651 مليون يورو. كانت الحكومة قد حددت مسبقاً هدفاً يتمثل في الوصول إلى الأهداف الإنمائية للألفية بنسبة 0.7% من الدخل القومي الإجمالي في المساعدة بحلول عام 2012، وهذا لم يتحقق نظراً لخفض المساعدات جرّاء الانحدار الاقتصادي الأيرلندي ما بعد 2008. تتركز مساعدات التنمية الأيرلندية على ثمان دول ذات أولوية: ليسوتو، موزمبيق، تنزانيا، وإثيوبيا، وزامبيا، وأوغندا، وفيتنام، وتيمور الشرقية. عام 2006، أعلنت مالاوي كدولة ذات أولوية.

## حقوق الإنسان
لم تحدث انتهاكات أو مشاكل خطيرة تتعلق بالحقوق المدنية أو الإنسانية أو الاجتماعية في أيرلندا وفقاً لمنظمة العفو الدولية ووزارة الخارجية (الولايات المتحدة). تحتل الدولة باستمرار مراكز متقدمة في قائمة مؤشرات الحرية وتصنيفات الحقوق.
| المؤشر                          | الترتيب (الأحدث)              | النتيجة                  |
| ------------------------------- | ----------------------------- | ------------------------ |
| الحرية في العالم                | الأول (مشترك)                 | 1 ("حرية")               |
| الحرية في العالم                | الأول (مشترك)                 | 1 ("حرية")               |
| مؤشر الحرية الاقتصادية          | التاسع                        | 76.9 ("حرية غالباً")      |
| مؤشر حرية الصحافة               | الخامس عشر                    | −4.00 ("حرية")           |
| مؤشر السلام العالمي             | السادس (مشترك)                | 1.33 ("مسالمة أكثر")     |
| مؤشر الديمقراطية                | الثاني عشر                    | 8.79 ("ديمقراطية كاملة") |
| أمريكيون من أجل الإصلاح الضريبي | الثالث عشر (مشترك)            | 7.9                      |
| مؤشر مدركات الفساد              | السادس عشر (مشترك)            | 7.7                      |
| مؤشر الدول الهشة                | المركز 170 (السابع من الأسفل) | 26.5 ("مستدامة")         |